# غومايل دي أيزان
بلدية غومايل دي أيزان (بالإسبانية: Gumiel de Izán)‏, هي إحدى بلديات مقاطعة برغش, التي تقع في منطقة قشتالة وليون, والتي تقع في شمال غرب إسبانيا.
يبلغ عدد سكانها 607 نسمة وفقاً لإحصائية سنة (2002).